# 欧宗
欧宗（法語：Auzon，法語發音：[ozɔ̃]）是法国上卢瓦尔省的一个市镇，属于布里尤德区。

## 地理
欧宗（45°23'30"N, 3°22'19"E）面积16.96 平方千米，位于法国奥弗涅-罗讷-阿尔卑斯大区上盧瓦爾省，该省份为法国中南部省份，北起多姆山省和卢瓦尔省，西接康塔爾省，南至洛泽尔省，东临阿尔代什省。
与欧宗接壤的市镇（或旧市镇、城区）包括：阿泽拉、圣伊莱尔、韦尔贡容、韦泽祖、圣让圣热尔韦、圣马丹多利耶尔。

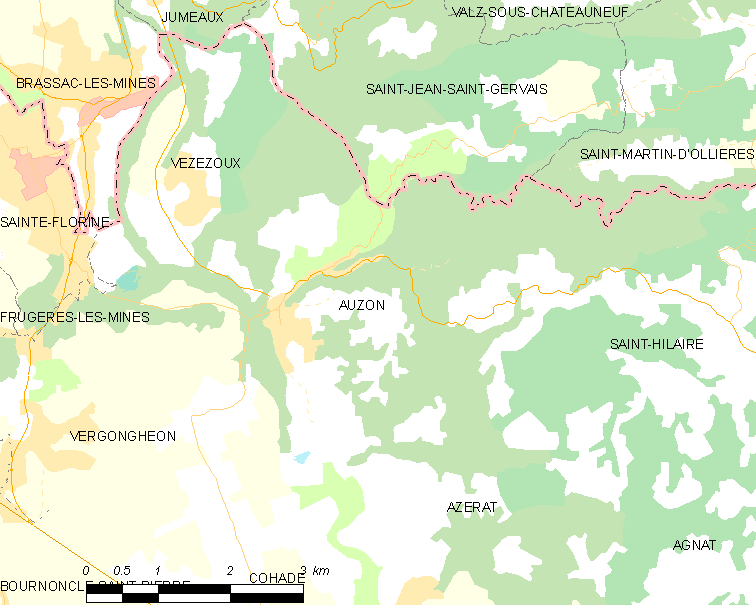
欧宗的OSM定位图

欧宗的时区为UTC+01:00、UTC+02:00（夏令时）。

## 行政
欧宗的邮政编码为43390，INSEE市镇编码为43016。

## 政治
欧宗所属的省级选区为圣弗洛里娜县。

## 人口

1962-2008年间欧宗人口变化图示

欧宗于2022年1月1日时的人口数量为874人。